# Eulalie de Barcelone
Pour les articles homonymes, voir Sainte Eulalie.
Sainte Eulalie de Barcelone, née vers 290 et morte en 303 ou 304, est une martyre chrétienne.
Elle est souvent confondue avec sainte Eulalie de Mérida. Elles pourraient bien n'être qu'une seule et même personne.

## Biographie
Eulalie est née à Barcelone. Encore très jeune, bouleversée par les persécutions qu'elle voyait infliger aux chrétiens, elle alla se plaindre au gouverneur Dacien qui la fit arrêter immédiatement. On la plaça alors dans un tonneau rempli de tessons de verre, qu'on referma et qu'on fit rouler dans une ruelle. La jeune vierge mourut dans d'atroces souffrances. La légende raconte qu'une colombe s'échappa de son corps martyrisé.

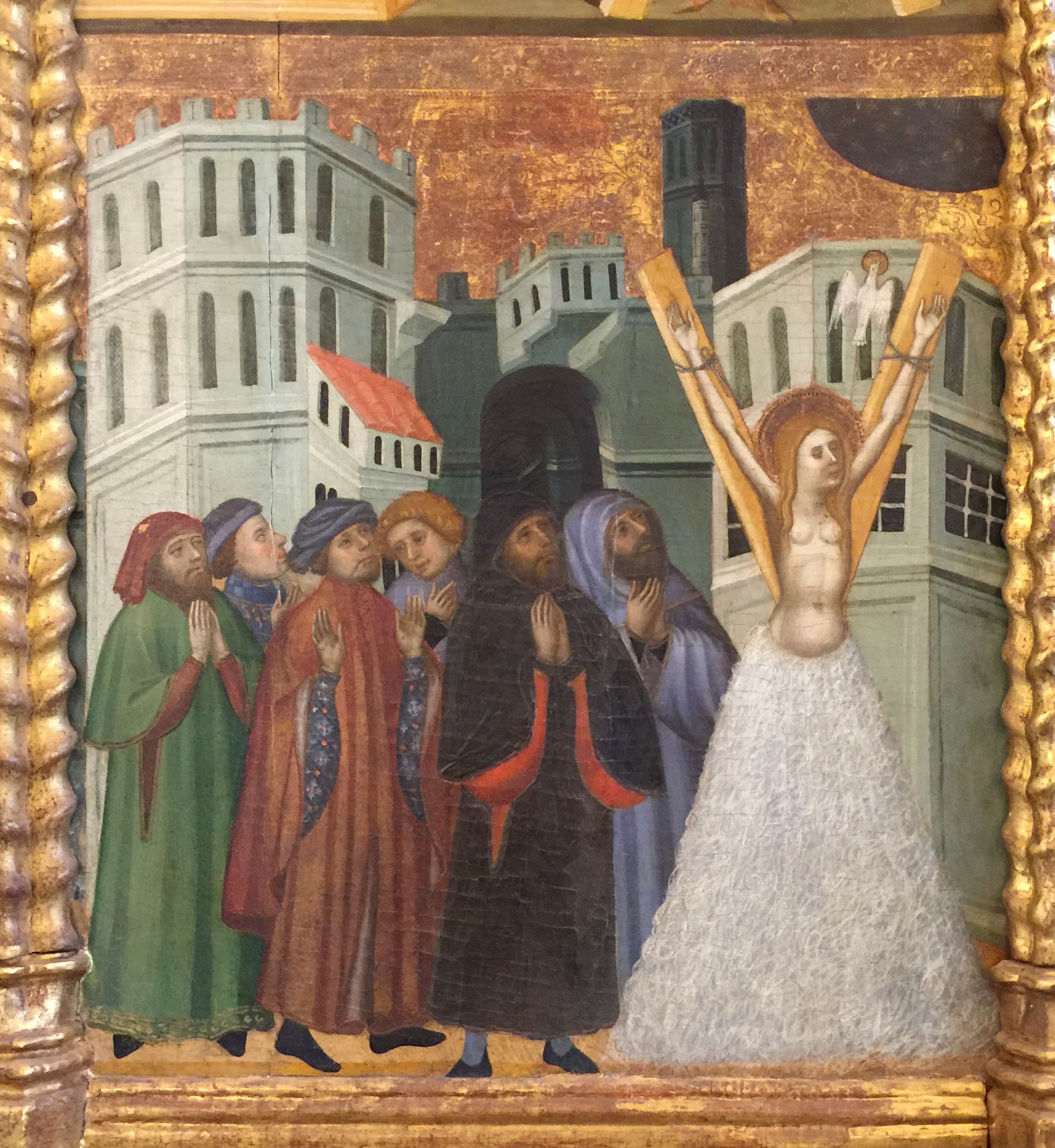
Détail du martyre par Pere Serra, retable de Sainte Claire et Sainte Eulalie (1403-1408), cathédrale de Segorbe.
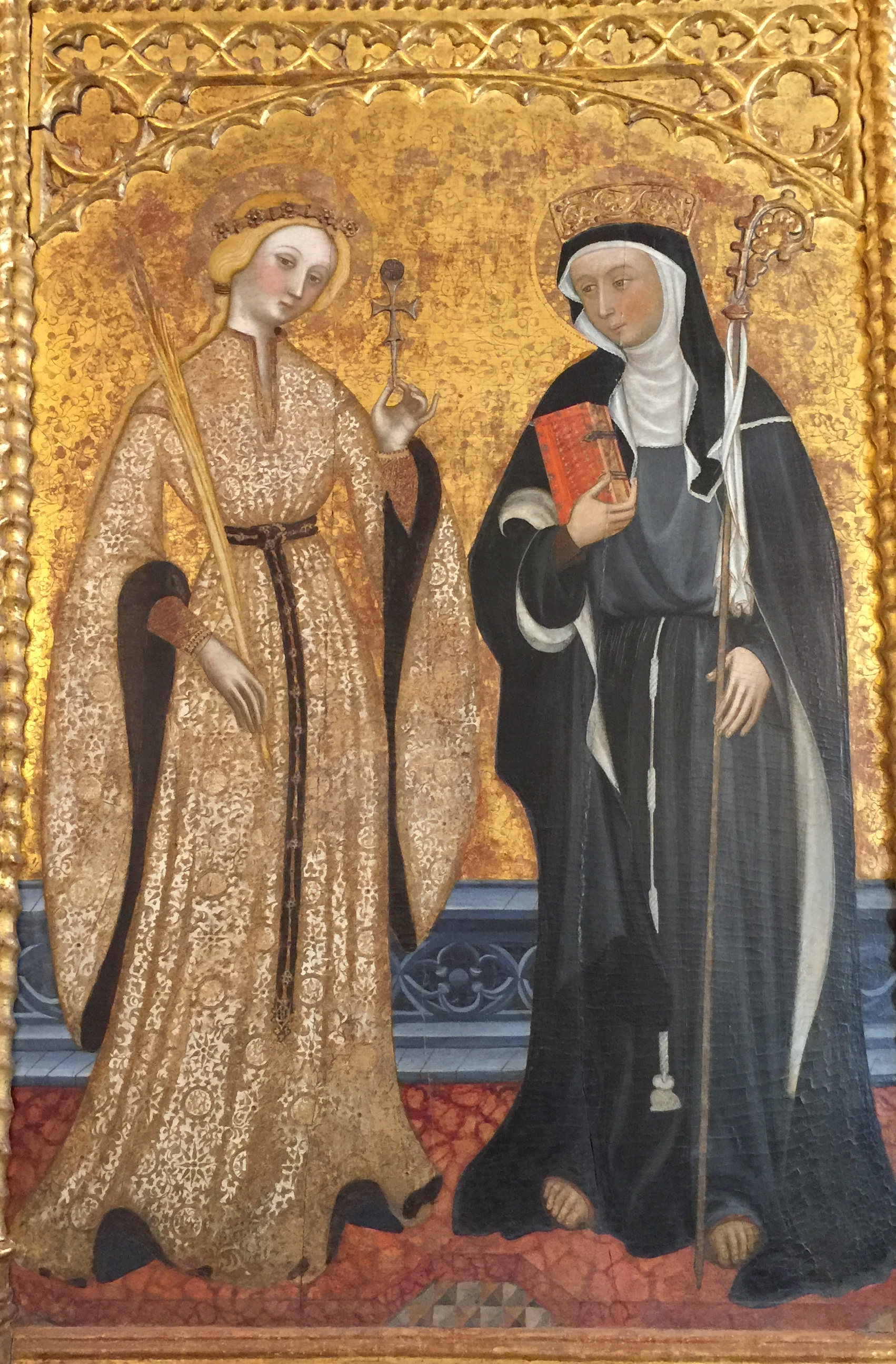
Eulalie de Barcelone et Claire d'Assise au centre du retable par Pere Serra.
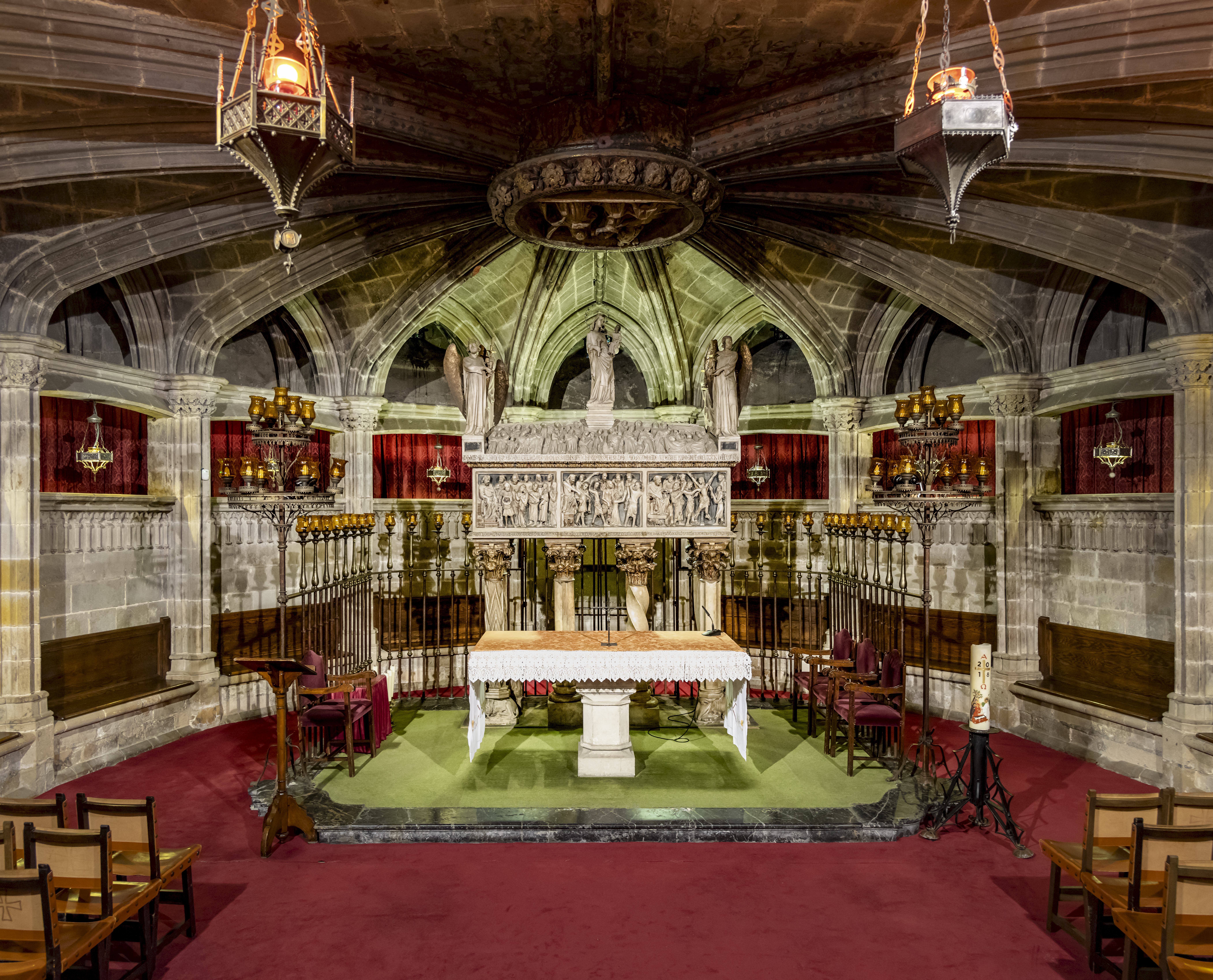
Sarcophage en albâtre de sainte Eulalie à la cathédrale de Barcelone.

## Dicton
« Si le soleil luit pour la Sainte-Eulalie, pommes et cidre à la folie ».

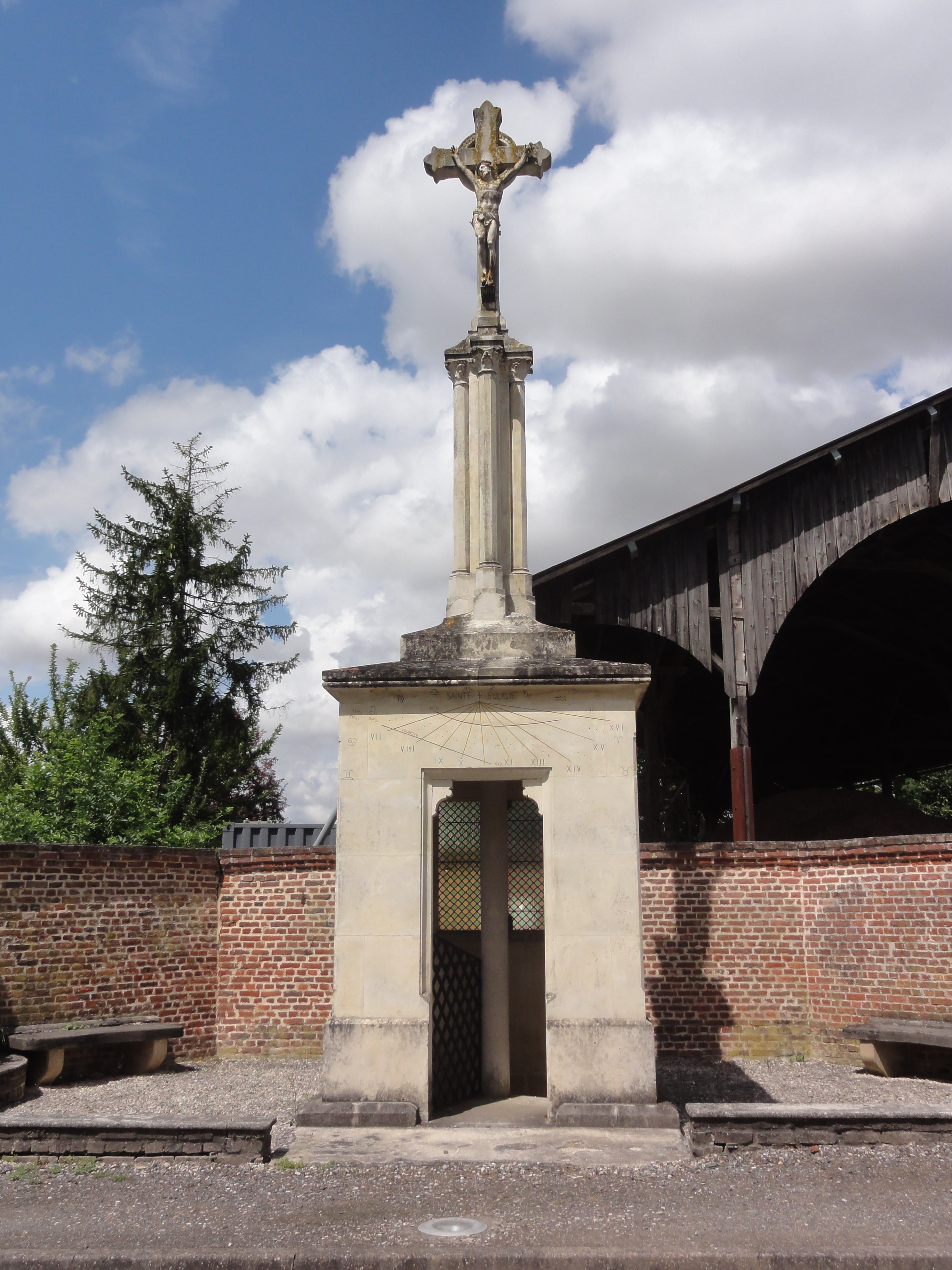
Calvaire Sainte-Eulalie à Tugny-et-Pont (Aisne).

## Monuments religieux en l'honneur de sainte Eulalie
- Église Sainte-Eulalie (Palma)
- Fontaine de Sainte Eulalie (Barcelone)
- Église Sainte-Eulalie-et-Saint-Aubert de Tugny-et-Pont
- Calvaire Sainte-Eulalie (Tugny-et-Pont)